# زیردریایی یو-۷۱۸
زیردریایی یو-۷۱۸ (به انگلیسی: German submarine U-718) یک زیردریایی بود که طول آن ۶۷٫۱ متر (۲۲۰ فوت ۲ اینچ) بود. این زیردریایی در سال ۱۹۴۳ ساخته شد.